# ثيودور دوايت (مؤرخ)
ثيودور دوايت (بالإنجليزية: Theodore Dwight)‏ هو مؤرخ أمريكي، ولد في 3 مارس 1796، وتوفي في 16 أكتوبر 1866.